# Cupa Moldovei 2011-2012
La Cupa Moldovei 2011-2012 è stata la 21ª edizione del torneo. La coppa è iniziata il 14 settembre 2011 ed è terminata il 27 maggio 2012. Il Milsami Orhei ha vinto il trofeo per la prima volta, battendo in finale il CSCA-Rapid Chișinău.

## Primo turno preliminare
Le partite si sono giocate il 14 settembre 2011.
| Squadra 1              | Risultato | Squadra 2              |
| ---------------------- | --------- | ---------------------- |
| Sîngerei               | 0 – 4     | Veris                  |
| Florești               | 1 – 2     | Dava Soroca            |
| Edineț                 | 4 – 3     | Drochia                |
| Rîșcani                | 2 – 5     | Glodeni                |
| Flacăra Fălești        | 1 – 2     | Moldova-03             |
| Codru Lozova           | 4 – 1     | Nisporeni              |
| Telenești              | 1 – 2     | Cricova                |
| Olan Olănești          | 4 – 1     | Sinteza Căușeni        |
| Haiduc Dubăsarii Vechi | 1 – 4     | Viișoara Mileștii Mici |
| Politeh Chișinău       | 4 – 0     | Codru Junior           |
| Cimișlia               | 1 – 2     | Universitatea Agrară   |
| Slobozia Mare          | 5 – 0     | Trachia Taraclia       |
| Congaz                 | 3 – 1     | Comrat Chirsova        |
| Kolos Copceac          | 6 – 1     | Maiak Chirsova         |
| Sparta Selemet         | 3 – 1     | Prut Leova             |

## Secondo turno preliminare
Le partite si sono giocate il 28 settembre 2011.
| Squadra 1        | Risultato         | Squadra 2              |
| ---------------- | ----------------- | ---------------------- |
| Veris            | 2 – 0             | Victoria Bardar        |
| Edineț           | 5 – 0             | Dava Soroca            |
| Glodeni          | 1 – 1 (6 – 5 dtr) | Moldova-03             |
| Olan Olănești    | 3 – 3 (4 – 5 dtr) | Viișoara Mileștii Mici |
| Codru Călărași   | 0 – 3             | Cricova                |
| Politeh Chișinău | 2 – 5             | Universitatea Agrară   |
| Congaz           | 2 – 3             | Slobozia Mare          |
| Sparta Selemet   | 0 – 2             | Kolos Copceac          |

## Terzo turno preliminare
Le partite si sono giocate il 12 ottobre 2011.
| Squadra 1              | Risultato         | Squadra 2              |
| ---------------------- | ----------------- | ---------------------- |
| Veris                  | 2 – 0             | Mipan-Voran            |
| Edineț                 | 1 – 2             | Locomotiv Bălți        |
| Glodeni                | 2 – 2 (4 – 5 dtr) | RS Lilcora             |
| Cricova                | 0 – 1             | Tighina                |
| Viișoara Mileștii Mici | 2 – 3             | Găgăuzia               |
| Universitatea Agrară   | 3 – 1             | Intersport Aroma       |
| Kolos Copceac          | 4 – 1             | Speranța Crihana Veche |
| Slobozia Mare          | 0 – 5             | Saxan Gagauz Yeri      |

## Quarto turno preliminare
Le partite si sono giocate il 25 e il 26 ottobre 2011.
| Squadra 1         | Risultato         | Squadra 2            |
| ----------------- | ----------------- | -------------------- |
| Saxan Gagauz Yeri | 3 – 3 (6 – 5 dtr) | Costuleni            |
| Nistru Otaci      | 2 – 1             | Dinamo-Auto          |
| Academia Chișinău | 1 – 0             | Veris                |
| Găgăuzia          | 6 – 3             | Universitatea Agrară |
| Kolos Copceac     | 0 – 1             | Sfîntul Gheorghe     |

## Ottavi di finale
Le partite si sono giocate il 23 e il 24 novembre 2011.
| Squadra 1           | Risultato | Squadra 2         |
| ------------------- | --------- | ----------------- |
| Locomotiv Bălți     | 0 – 10    | Sheriff Tiraspol  |
| Iskra-Stal          | 0 – 1     | Nistru Otaci      |
| CSCA-Rapid Chișinău | 2 – 1     | Academia Chișinău |
| Zimbru Chișinău     | 2 – 0     | Lilcora           |
| Zarea Bălți         | 5 – 0     | Tighina           |
| Sfîntul Gheorghe    | 2 – 6     | Dacia Chișinău    |
| Găgăuzia            | 1 – 5     | Milsami Orhei     |
| Tiraspol            | 6 – 0     | Saxan Gagauz Yeri |

## Quarti di finale
Le partite si sono giocate il 10 aprile 2012.
| Squadra 1           | Risultato | Squadra 2        |
| ------------------- | --------- | ---------------- |
| CSCA-Rapid Chișinău | 2 – 1     | Nistru Otaci     |
| Zimbru Chișinău     | 0 – 1     | Sheriff Tiraspol |
| Dacia Chișinău      | 1 – 0     | Tiraspol         |
| Milsami Orhei       | 2 – 1     | Zarea Bălți      |

## Semifinali
Le partite si sono giocate il 14 maggio 2012.
| Squadra 1           | Risultato         | Squadra 2        |
| ------------------- | ----------------- | ---------------- |
| CSCA-Rapid Chișinău | 1 – 1 (4 – 2 dtr) | Sheriff Tiraspol |
| Milsami Orhei       | 5 – 4             | Dacia Chișinău   |

## Finale
| Arbitro: | Sidenco |

|  |                      |  |
|  | Tiri di rigore 3 – 5 |  |